# 이고르스 비흐로우스
이고르스 비흐로우스(라트비아어: Igors Vihrovs, 1978년 6월 6일~)는 라트비아의 체조 선수, 지도자로 주요 종목은 마루였다. 2000년 하계 올림픽 마루 운동에서 금메달을 획득하여 라트비아 최초의 올림픽 금메달리스트가 되었다.

## 생애
1978년에 라트비아 SSR 리가에서 태어난 비흐로우스는 7세때인 1985년에 체조를 시작했다. 1996년에 리가 제30 중학교를 졸업하였고, 라트비아 스포츠 교육 아카데미에서 수학했다. 
1997년에 라트비아 국가대표로 처음 발탁되었으며, 같은 해 8월에 스위스 로잔에서 열린 1997년 세계 선수권 대회를 통해 국제 대회에 처음으로 출전했다. 그는 이 대회에서 개인종합 총점 53.849점을 취득하여 전체 23위를 기록했다. 1999년에 다시 라트비아 국가대표로 발탁되어 그 해 8월에 중화인민공화국 톈진에서 열린 1999년 세계 선수권 대회에 참가하였다. 이 대회에서 51.411점을 기록하여 개인종합 34위를 기록했다.
2000년 5월에 프랑스 파리에서 열린 2000년 유럽 선수권 대회에 참가하였다. 그는 마루 종목에서 루마니아의 마리안 드라굴레스쿠와 스페인의 헤르바시오 데페르의 뒤를 이어 러시아의 알렉세이 본다렌코와 공동 동메달을 획득했다. 이 메달을 획득하면서 총점 56.348점을 획득하여 개인종합 6위에 올랐다. 같은 해 9월에 오스트레일리아 시드니에서 열린 2000년 하계 올림픽 마루 운동에서 9.812점을 획득하여 러시아의 알렉세이 네모프와 불가리아의 요르단 요프체프를 누르고 금메달을 획득했다. 이 성과로 그는 라트비아 최초의 올림픽 금메달리스트가 되었다. 이 밖에 도마 종목 23위, 평행봉 31위, 철봉 33위, 링 49위, 안마 74위를 기록했다. 비흐로우스는 최초의 라트비아 올림픽 금메달리스트라는 위업으로 올해의 라트비아 스포츠 선수로 선정되었다.
2001년 8월에는 중화인민공화국 베이징에서 열린 2001년 하계 유니버시아드에 참가하였으며, 마루 종목에서 중국의 량푸량의 뒤를 이어 은메달을 획득하였다. 그 해 9월에는 오스트레일리아 브리즈번에서 열린 2001년 굿윌 게임 마루 종목에서 6위를 기록했고 10월에는 벨기에 헨트에서 열린 2001년 세계 선수권 대회에 참가하여 마루 종목에서 공동 우승한 불가리아의 요프체프와 루마니아의 드라굴레스쿠의 뒤를 이어 동메달을 획득했다. 이듬해인 2002년 4월에는 그리스의 파트라에서 열린 2002년 유럽 선수권 대회에 참가하였고 단체전에 출전하여 11위를 기록했다. 같은 해에 그 동안의 체육 공로를 인정받아 라트비아 정부로부터 삼성 훈장을 수여받았다.
2003년 8월에는 미국 애너하임에 열린 2003년 세계 선수권 대회에 참가하여 마루 종목 6위를 기록했다. 8월 후반에는 대한민국 대구에서 열린 2003년 하계 유니버시아드에 참가하였고, 마루 종목에서 9.325점을 기록하여 중국의 리더즈, 카자흐스탄의 스테판 고르바초프, 대한민국의 양태영의 뒤를 이어 4위에 올랐다. 이후 2004년에 그리스 아테네에서 열린 2004년 하계 올림픽에 참가하였고, 마루 15위, 도마 38위, 평행봉 52위, 철봉 47위, 안마 33위를 기록했다.
딸인 엘리나 비흐로바도 아버지의 뒤를 이어 체조 선수로 활동하고 있다.

## 수훈
- 삼성 훈장 4등급(2002년 4월 12일)